# Рододендрон войлочный
Рододендрон войлочный, багульник болотный (лат. Rhododendron tomentosum, =Ledum palustre) — вид растений из рода Рододендрон (Rhododendron) семейства Вересковые (Ericaceae). В русскоязычной литературе часто рассматривается в составе рода багульников.

## Название
Народные названия: багно, багун душистый, болотная одурь, болотник.
Названия на других языках:
- нем. Sumpfporst;
- англ. Marsh (Northern) Labrador Tea — болотный (северный) лабрадорский чай, Wild Rosemary — дикий розмарин;
- фр. lédon;
- исп. romero silvestre, ledo;
- пол. bagno zwyczajne — болото обычное;
- швед. Skvattram.

## Распространение и экология
Голарктический вид.

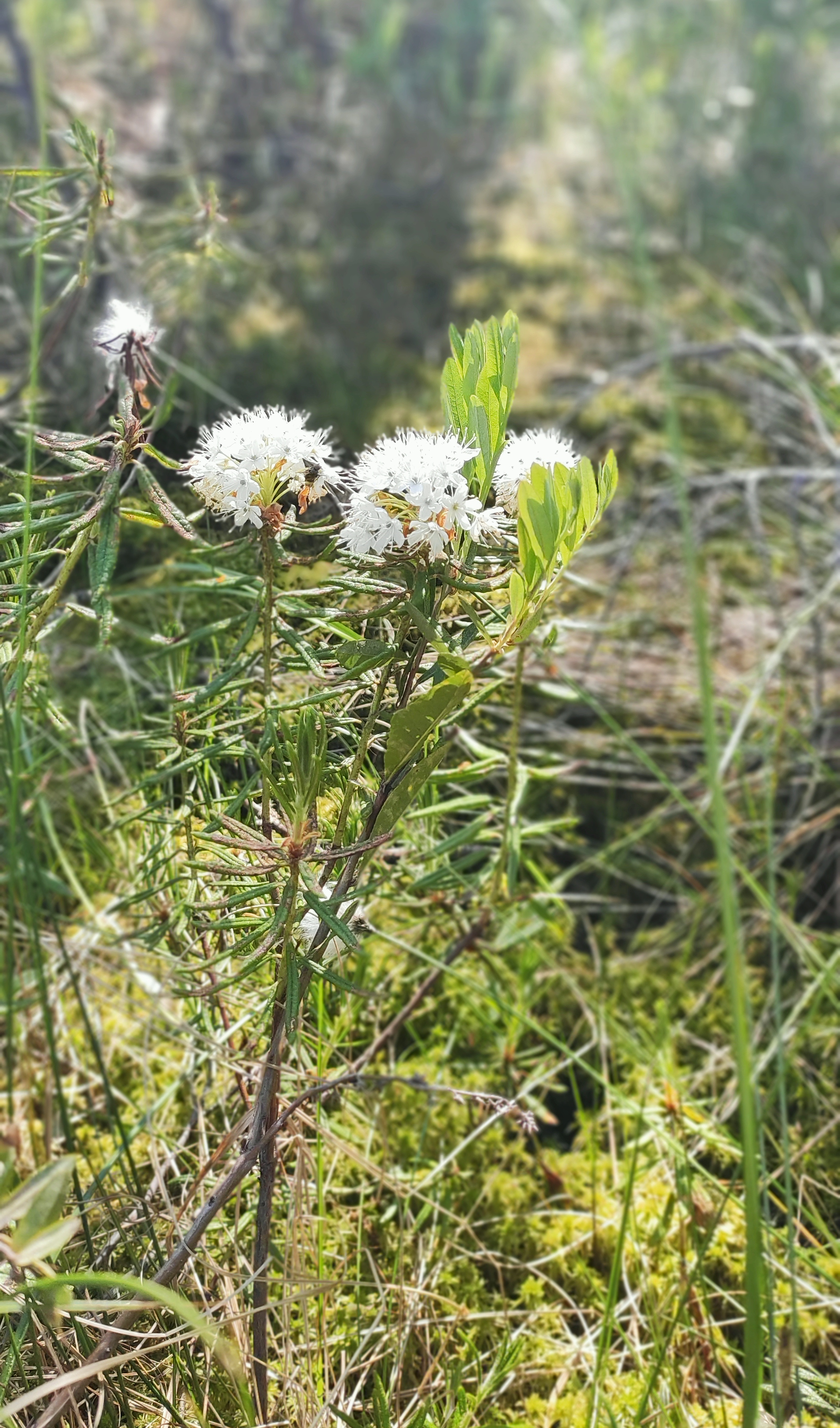
На озере Тикша в Карелии

Распространён в Северной и Центральной Европе, по всей Сибири, в Якутии, Японии, на Корейском полуострове и некоторых районах Китая. На Дальнем Востоке ареал охватывает Чукотку, Анадырь, Камчатку, Охотское побережье, Хабаровский и Приморский край, Амурскую область, Курильские острова. Вид включен в ботанический атлас растений Ленинградской области. 
Растёт на моховых болотах, торфяниках, в заболоченных хвойных лесах, на лиственничных марях совместно с кустарниковыми берёзами и голубикой, часто образует обширные заросли с преобладанием в растительном покрове. Микотроф.
Распространяется семенами и вегетативным путём.

## Ботаническое описание

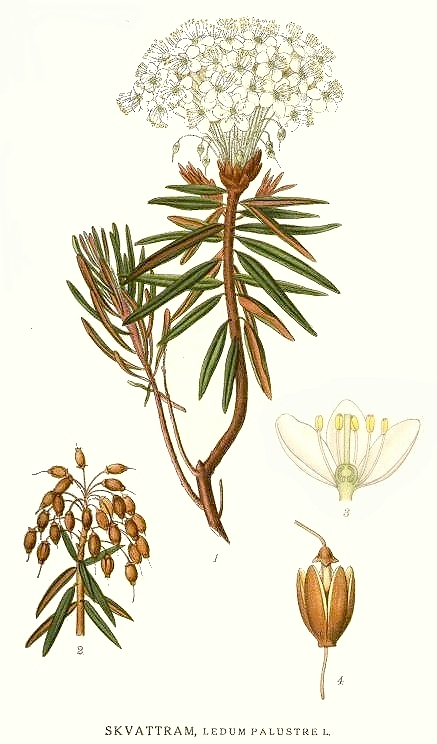

Прямостоячий вечнозелёный кустарник высотой 50—60 см, реже — 120 см. Стебли лежачие, укореняющиеся, с многочисленными приподнимающимися ветвями. Побеги ржавовойлочноопушенные. Кора старых ветвей голая, серовато-бурая. Корни проникают на болотах на глубину до 40 см.
Листья очерёдные, на коротких черешках, от линейных до продолговато-эллиптических, тёмно-зелёные, длиной от 0,7 до 4 см при ширине от 2 до 10 мм, туповатые или слегка заострённые, кожистые, морщинистые, сверху блестящие и с мелкими желтоватыми желёзками, снизу буровойлочные; край цельный, слегка завёрнутый книзу.
Цветки на длинных тонких железистых цветоножках, в диаметре до 8—10 мм, белые, иногда красноватые, с сильным (иногда одуряющим) запахом, собраны по 16—25 штук в щитки или зонтиковидные кисти диаметром около 5 см, расположенные на концах ветвей. Венчик из пяти свободных эллиптических лепестков, белый, 5—7 мм длины. Чашечка с пятью округлыми зубцами, спайнолистная, остающаяся при плодах, маленькая. Чашелистики закруглённые, буровато-опушённые, клейкие, по краю реснитчатые. Тычинок, превышающих венчик, десять. Тычиночные нити у основания расширены и опушены. Пыльники вскрываются дырочками. Пестик с верхней, пятигнёздной завязью; столбик один, нитевидный, короче тычинок, со слабо пятилопастным рыльцем. Вокруг завязи — нектарный диск.
Формула цветка: {\displaystyle \mathrm {\ast \;Ca_{(5)}\;Co_{5}\;A_{5+5}\;G_{({\underline {5}})}} }.
Плод — продолговатая многосемянная пятигнёздная эллиптическая коробочка длиной от 3 до 8 мм, желёзистоопушённая, на верхушке с остающимся столбиком; плодоножки длинные, загнутые книзу; при созревании коробочка расщепляется снизу вверх по створкам. Семена мелкие, веретенообразные, плоские, светло-жёлтые, около 1,5 мм длины, с перепончатыми крыловидными придатками на концах.
Время цветения — с мая по июль, плоды созревают в июле — августе.
|                                          |  |  |  |
| Цветковые почки, бутоны, соцветие, плоды |  |  |  |

## Химический состав
Во всех частях растения, за исключением корней, содержится эфирное масло, в котором до 70 % сесквитерпеновых спиртов, с преобладанием ледола (может служить источником получения гвайазулена) и палюстрола, а также цимол, геранилацетат и другие летучие вещества, обладающие горько-жгучим вкусом и бальзамическим запахом: в листьях первого года 1,5—7,5 % и второго года — 0,25—1,4 %; в ветвях первого года 0,17—1,5 %, второго года — от следов до 0,2 %; в цветках — 2,3 % и в плодах до 0,17 %. Обнаружены также арбутин, дубильные вещества, флавоноиды.

## Значение и применение
Медоносное растение. Сахаропродуктивность 100 цветков в Приамурье 55,3 мг, в Белоруссии 20 мг, в пересчете на 1 га соответственно 130 и 87 кг/га. Мёд может вызывать отравление людей. Пригоден в пищу человека только после кипячения. Нектар и пыльца багульника болотного могут нарушать перистальтику средней и задней кишки, парализовать мускулатуру дыхательной системы пчёл.
При поедании животными растение вызывает отравление; оно действует сперва возбуждающим, затем угнетающим образом. Отравления нередко сопровождаются явлениями гастроэнтерита.
В Канаде и на Лабрадоре изредка использовали в качестве суррогата чая. В семенах около 45 % жирных масел пригодных в малярном производстве.
Поедается европейским лосем (Alces alces Linnaeus).
Применяется в парфюмерной промышленности.
Может использоваться для дубления кож.

## Использование в медицине и ветеринарии
Растение ядовито для животных и людей. Применение возможно только по назначению врача.
Эфирное масло и ледол обладают бактерицидным действием по отношению к золотистому стафилококку. Ледол действует раздражающим образом и может вызвать воспаление слизистой оболочки желудочно-кишечного тракта. Установлено, что препараты багульника болотного обладают отхаркивающими свойствами. В эксперименте на животных расширяют сосуды и понижают кровяное давление.
Побеги багульника болотного иногда применяют в форме настоя как отхаркивающее, противокашлевое при острых и хронических бронхитах и других заболеваниях лёгких, а также при спастических энтероколитах (воспалениях тонкого и толстого кишечника). Элеоптен (жидкая часть эфирного масла), а также раствор эфирного масла в льняном масле может применяться для лечения острых ринитов и гриппа.. Эфирное масло и сок из листьев багульника болотного обладают сильными протистоцидными свойствами. Используется помимо этого в качестве мочегонного, дезинфицирующего и антисептического средства. Из эфирного масла получают препарат ледин.
В гомеопатии тинктура с 60-процентным спиртом и листья багульника используются для лечения ревматических и подагрических заболеваний суставов.
В народной медицине настой из травы багульника принимают не только при заболеваниях дыхательных путей, но и как потогонное средство, а также при ревматизме, подагре и экземах.
В ветеринарии облиственные побеги используются как отхаркивающее средство при легочных болезнях, в качестве мочегонного, дезинфицирующего и антисептического средства. Настой из листьев назначают при тимпании, лошадям при расширении желудка и как отхаркивающее средство. Наружно настой применяют для борьбы с эктопаразитами — блохами, вшами и для лечения чесотки.

### Заготовка сырья
В качестве лекарственного сырья используются облиственные молодые побеги с листьями и цветками (фармацевтическое название сырья — лат. Cormus Ledi palustris). Побеги заготовляют во время цветения. Сушат побеги на открытом месте в тени, в проветриваемом помещении или сушилках при температуре до 40 °C или в тени под навесами. Сухое сырьё имеет характерный резкий, смолистый запах.

## В культуре
Может использоваться в качестве декоративного растения открытого грунта. В условиях Нижегородской области зимостоек.

## Классификация

### Таксономия
Rhododendron tomentosum Harmaja, 1990, Ann. Bot. Fenn. 27: 204
Вид Рододендрон войлочный относится к роду Рододендрон (Rhododendron) подсемейства Эриковые (Ericoideae) семейства Вересковые (Ericaceae) порядка Верескоцветные (Ericales). В некоторых источниках также указывается принадлежность вида к кладам Rhododendron subsect. Ledum (L.) Kron & Judd и Rhododendron subg. Rhododendron L. Таксономическая схема в соответствии с Системой APG IV по состоянию на декабрь 2023 года:
|  |                                      |  |                                   |                                   |                      |  | ещё 21 семейство | ещё 21 семейство |                           |  |  |  | еще 1 194 подтвержденных вида и 65 видов, ожидающих подтверждения |
|  |                                      |  |                                   |                                   |                      |  | ещё 21 семейство | ещё 21 семейство |                           |  |  |  | еще 1 194 подтвержденных вида и 65 видов, ожидающих подтверждения |
|  |                                      |  |                                   | порядок Верескоцветные            |                      |  |                  |                  | род Рододендрон           |  |  |  |                                                                   |
|  |                                      |  |                                   | порядок Верескоцветные            |                      |  |                  |                  | род Рододендрон           |  |  |  |                                                                   |
|  | отдел Цветковые, или Покрытосеменные |  |                                   |                                   | семейство Вересковые |  |                  |                  | вид Рододендрон войлочный |  |  |  |                                                                   |
|  | отдел Цветковые, или Покрытосеменные |  |                                   |                                   | семейство Вересковые |  |                  |                  |                           |  |  |  |                                                                   |
|  |                                      |  | ещё 63 порядка цветковых растений | ещё 63 порядка цветковых растений |                      |  |                  | еще 124 рода     | еще 124 рода              |  |  |  |                                                                   |
|  |                                      |  |                                   | ещё 63 порядка цветковых растений |                      |  |                  |                  | еще 124 рода              |  |  |  |                                                                   |

### Синонимы
- Ledum decumbens (Aiton) Lodd. ex Steud.
- Ledum dilatatum Rupr.
- Ledum graveolens Gilib.
- Ledum groenlandicum f. denudatum Vict. & J.Rousseau
- Ledum maximum (Nakai) A.P.Khokhr. & Mazurenko
- Ledum palustre L.
- Ledum palustre f. decumbens (Aiton) Y.L.Chou & S.L.Tung
- Ledum palustre f. denudatum (Vict. & J.Rousseau) Boivin
- Ledum palustre subsp. decumbens Hultén
- Ledum palustre subsp. longifolium Kitag.
- Ledum palustre var. angustifolium Hook.
- Ledum palustre var. angustum E.A.Busch
- Ledum palustre var. decumbens Aiton
- Ledum palustre var. maximum Nakai
- Ledum palustre var. minus Nakai
- Ledum palustre var. palustre
- Ledum palustriforme A.P.Khokhr. & Mazurenko
- Ledum tomentosum Stokes
- Rhododendron palustre (L.) Kron & Judd
- Rhododendron palustriforme (A.P.Khokhr. & Mazurenko) Barkalov
- Rhododendron subarcticum Harmaja
- Rhododendron subartticum Harmaja
- Rhododendron tomentosum subsp. decumbens (Aiton) (Aiton) Elven & D.F.Murray
- Rhododendron tomentosum subsp. subarcticum G.D.Wallace
- Rhododendron tomentosum subsp. tomentosum